# Всі кішки люблять поласувати
«Всі кішки люблять поласувати» («Alle Kätzchen naschen gern») — заднонімецький еротичний кінофільм 1969 року, знятий режисером Йозефом Захаром на кіностудії «Lisa-Film».

## Сюжет
Граф і полковник ніяк не можуть розділити один окремо взятий замок. Поки триває їх позов, вони змушені жити під одним дахом, заграючи з прекрасними прачками Бабетт та Монік і всіляко третюючи один одного. Але старі вороги навіть не підозрюють, що тітонька дівчат будує власні плани на замок і вже підготувала двом суперникам пастку, в яку неминуче має потрапити як не один, то інший.

## У ролях
- Ернст Станковскі: граф д'Альзей
- Зігхардт Рупп: полковник де ля Рош
- Едвіж Фенек: Бланш
- Барбара Капелль: Монік
- Анжеліка Отт: Бабетт
- Ральф Вольтер: Філіпп, слуга замку
- Іван Несбітт: Рене
- Хелен Віта: мадам Пероньєр
- Пауль Ессер: суддя
- Оссі Кольманн: метр Корбон
- Ільзе Петернелль: тітка Монік і Бабетт Танте
- Ернст Вальдбрунн: генеральний прокурор
- Крістін Шуберт: Додо

## Знімальна група
- Режисер: Йозеф Захар
- Сценарій: Курт Нахман, Гюнтер Геллер
- Продюсер: Карл Сп'єс
- Композитор: Герхард Хайнц
- Оператор: Курт Джунек
- Монтаж: Арндт Гейне